# Antonio Maria Ferri

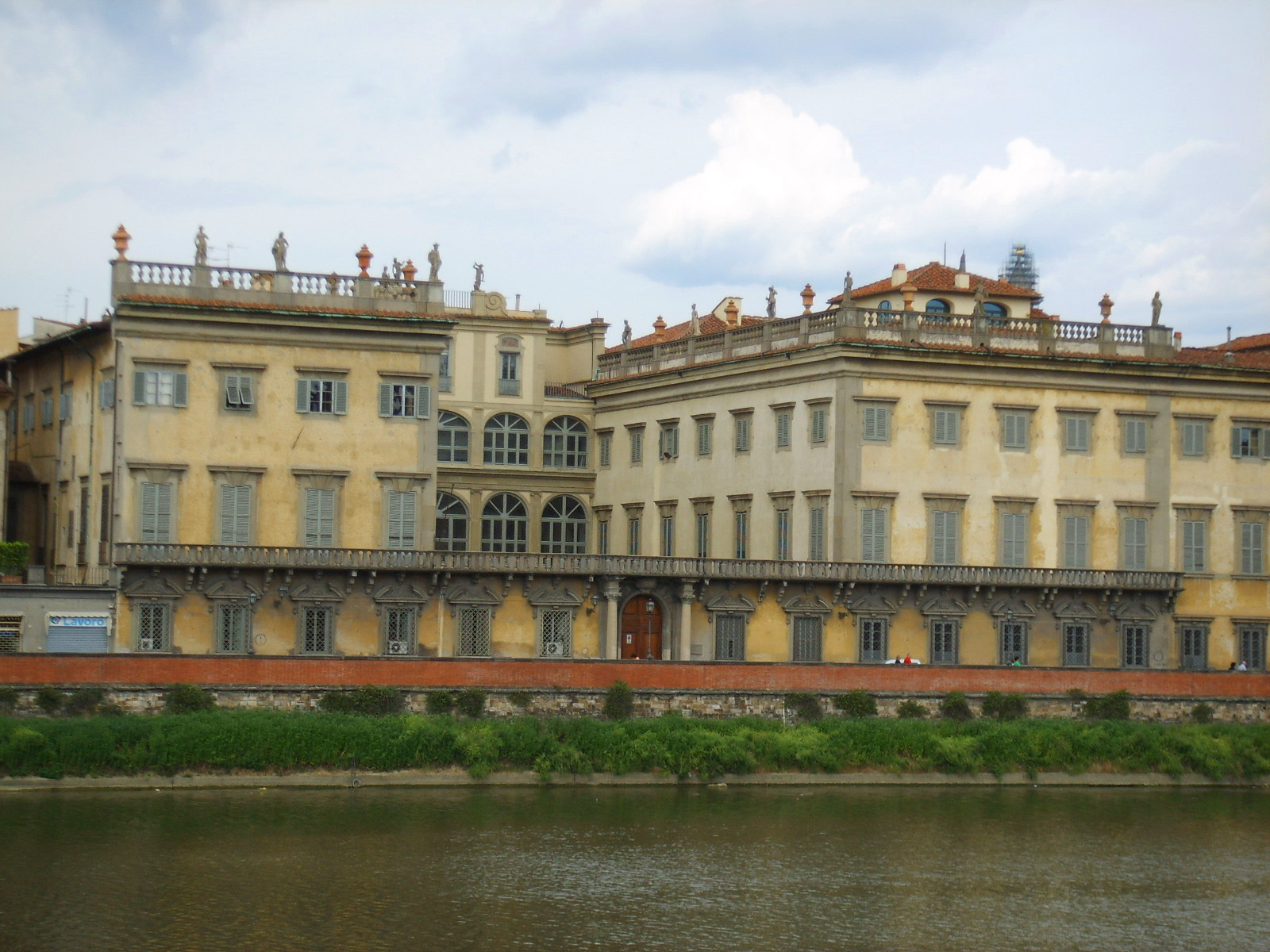
Palazzo Corsini, Florence

Antonio Maria Ferri (31 mars 1651 - 24 janvier 1716) est un architecte de l'école florentine de la Renaissance italienne.
Actif d'abord à Rome, puis à Florence il crée ses œuvres les plus importantes, en devenant architecte de la cour grand-ducale toscane sous Cosme III de Médicis.

## Œuvres
- la Villa Medicea di Lappeggi, villa médicéenne,
- la Villa Bellavista, Borgo a Buggiano, province de Pistoia, le jardin à l'italienne pour le compte de Francesco Feroni (1673) et une chapelle (1699),
- le Palais Corsini sur le Lungarno,
- le Palais Orlandini del Beccuto via dei Pecori,
- la coupole de l'église San Frediano in Cestello, dans l'Oltrarno à Florence,

Également, à Florence :
- la modernisation de Palais Gondi, Piazza della Signoria
- les salons du Palais Panciatichi, Via Camillo Cavour
- des travaux dans le Palais della Gherardesca, Piazzale Donatello
- la bibliothèque au couvent de Santa Maria dei Angiolini, Via della Colonna